# Grammelot
Il grammelot o gramelot (pronuncia incerta) è uno strumento che consiste nell'emissione di foni (senza usare parole realmente dotate di significato) e onomatopee, che imitano la struttura sonora di una lingua (pseudoparole); è usato nella recitazione comica e farsesca.

## Etimologia
La voce probabilmente deriva dal francese grommeler ("borbottare"); per altri sarebbe d'origine imitativa e forse derivata dal veneziano gramolàr ("masticare").

## Storia
Gli attori utilizzavano e utilizzano il grammelot con il fine di farsi comprendere anche senza saper articolare frasi di senso compiuto in una lingua straniera, oppure per mettere in parodia parlate o personaggi stranieri; perciò questo linguaggio ricorda un po' quello utilizzato dai bambini. Ciò che ne risulta è una recitazione fortemente espressiva e iperbolica. Il linguaggio usato acquisisce inoltre un surplus di espressività musicale, in grado di comunicare emozioni e suggestioni.
Pare che questo artificio recitativo fosse utilizzato da giullari, attori itineranti e compagnie di comici della commedia dell'arte. Questi artisti pare recitassero usando intrecci di lingue e dialetti diversi miste a parole inventate, affidando alla gestualità e alla mimica quel tessuto connettivo che rendeva la comunicazione possibile a prescindere dalla lingua parlata dall'uditorio.

## Utilizzi
Esempio di grammelot cinematografico sono la canzone cantata da Charlot nel film Tempi moderni e il monologo di Adenoid Hynkel, entrambi personaggi di Charlie Chaplin, nel film Il grande dittatore.
In epoca successiva questo filone è stato recuperato dall'attore Dario Fo, che lo ha valorizzato nuovamente, come ad esempio nell'opera Mistero buffo, definito da Gianfranco Folena «una lingua individuale, extragrammaticale [...] dotata di fortissima capacità comunicativa orale».
In seguito, Gigi Proietti si è esibito più volte in grammelot linguistici sui palcoscenici teatrali e televisivi; fra i più noti, quelli in inglese ed in napoletano, ed un suo cavallo di battaglia è stato Il Lonfo, composto da Fosco Maraini, i cui versi sono: «Il lonfo non vaterca né gluisce / e molto raramente barigatta, / ma quando soffia il bego a bisce bisce / sdilenca un poco, e gnagio s’archipatta / È frusco il Lonfo! È pieno di lupigna / arrafferia malversa e sofolenta! / Se cionfi ti sbiduglia e ti arrupigna / se lugri ti botalla e ti criventa / Eppure il vecchio lonfo ammargelluto / che bete e zugghia e fonca nei trombazzi / fa lègica busìa, fa gisbuto; / e quasi quasi in segno di sberdazzi / gli affarferesti un gniffo. Ma lui zuto / t'alloppa, ti sbernecchia; e tu l'accazzi.».
In poesia, da citare le poesie della raccolta Gnòsi delle fànfole di Fosco Maraini.
Anche nel panorama musicale esistono esempi di grammelot, come la canzone Prisencolinensinainciusol di Adriano Celentano, dove l'ascoltatore è portato a credere di essere all'ascolto di una canzone in inglese.
Il cantautore italiano che più ha utilizzato il grammelot nei suoi testi è stato sicuramente Lucio Dalla, peraltro ottimamente imitato, tra gli altri, dal comico Max Tortora.
Nel campo pubblicitario un esempio celebre del grammelot è quello presente nel cartone animato La Linea, creato da Osvaldo Cavandoli e doppiato da Carlo Bonomi per il Carosello della ditta Lagostina; lo stesso Bonomi doppia anche i personaggi del cartone animato Pingu, nel quale, allo scopo di favorire la capacità di intuito dei bambini spettatori, tutti i dialoghi sono in una fantomatica lingua "pinguinese", un grammelot totalmente incomprensibile (eccetto alcune parole casuali), rendendo possibile solo ipotizzare cosa venga detto attraverso lo scorrimento delle immagini. Altro cartone animato che fa uso del grammelot è Plonsters.
Una forma moderna di Grammelot si può sentire nel franchise Cattivissimo Me: i Minions parlano una lingua inventata, composta di parole prese in prestito da diverse lingue che non formano un senso compiuto. Il senso del discorso è invece veicolato principalmente tramite il tono di voce e la mimica, nonostante si trovino alcune espressioni riconoscibili.